# Martineziana argentina
Martineziana argentina är en skalbaggsart som beskrevs av Edgar von Harold 1867. Martineziana argentina ingår i släktet Martineziana och familjen Aphodiidae. Inga underarter finns listade i Catalogue of Life.